# Guide Rock (Nebraska)
Guide Rock je selo u američkoj saveznoj državi Nebraska. Prema popisu stanovništva iz 2010. u njemu je živjelo 225 stanovnika.